# دانیل مورفی
دانیل مورفی (انگلیسی: Danielle Murphy؛ زادهٔ ۴ ژوئن ۱۹۸۱) بازیکن سابق فوتبال اهل انگلستان است. که در پست مدافع یا هافبک برای میلوال لاینز، چارلتون اتلتیک، واتفورد و بارنت بازی می‌کرد.
وی همچنین در تیم ملی فوتبال زنان انگلستان بازی کرده است. او ۲۳ بازی ملی برای انگلیس در سطح بین‌المللی بزرگسالان انجام داد.